# Hemileuca mexicana
Hemileuca mexicana är en fjärilsart som beskrevs av Druce 1887. Hemileuca mexicana ingår i släktet Hemileuca och familjen påfågelsspinnare. Inga underarter finns listade i Catalogue of Life.